# Mistrzostwa Europy Strongman 1992
Mistrzostwa Europy Strongman 1992 – doroczne, indywidualne
zawody europejskich siłaczy.
Data: 1992 r.

Miejsce:  Węgry
WYNIKI ZAWODÓW:
| Miejsce | Zawodnik           | Kraj           | Punkty |
| ------- | ------------------ | -------------- | ------ |
| 1.      | László Fekete      | Węgry          | 36     |
| 2.      | Ilkka Nummisto     | Finlandia      | 31     |
| 3.      | Markku Suonenvirta | Finlandia      | 29     |
| 4.      | Klaus Benhard      | Austria        | 25     |
| 5.      | Peter Horánszky    | Węgry          | 16     |
| 5.      | Hans Peter Leitner | Austria        | 16     |
| 7.      | Jaromir Nemec      | Czechosłowacja | 15     |